# آداچی یاسوموری

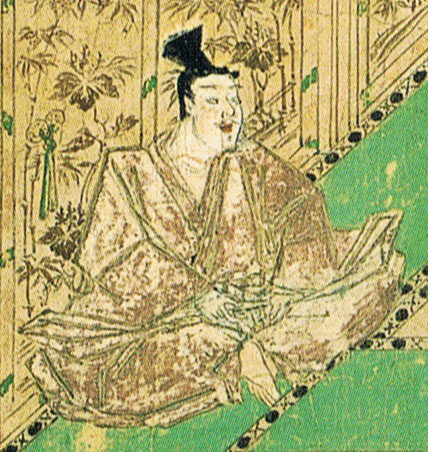
یک نقاشی از آداچی یاسوموری در طومار موکو شورای اکوتوبا در حال شنیدن شکایت تاکه‌زاکی سوئه‌ناگا

آداچی یاسوموری (به ژاپنی: 安達泰盛); تولد ۱۲۳۱، مرگ ۱۴ دسامبر ۱۲۸۵ میلادی؛ یک جنگجوی سامورایی (گوکه‌نین) پرقدرت در شوگون‌سالاری کاماکورا و سومین پسر آداچی یوشیکاگه و نوه آداچی کاگه‌موری بود.
وی مسئول پرداخت پاداش به جنگجویانی بود که در حمله مغول به ژاپن (جنگ گنکو) در نبرد شرکت داشتند. تصویر وی در منزلش در حال شنیدن شکایت تاکه‌زاکی سوئه‌ناگا از میزان پاداش خود در طومار  موکو شورای اکوتوبا وجود دارد.